# Конституция Островов Питкэрн
Конституция Островов Питкэрн — высший нормативный правовой акт, действующий на Островах Питкэрн.

## История
В марте 2010 года вступила в силу новая Конституция, заменившая Указ о Питкэрне 1970 года и Королевские распоряжения по Питкэрну 1970 года.
Губернатор назначается британским монархом. На практике функции губернатора Питкэрна по совместительству выполняет верховный комиссар Великобритании в Новой Зеландии, на которого возлагается общая ответственность за управление островом.
По Конституции губернатор уполномочен после консультаций с Советом острова издавать законы в интересах обеспечения мира, порядка и благого управления Питкэрном. Законы, вводимые в действие губернатором, называются ордонансами. Любые ордонансы могут быть отменены британским монархом по рекомендации государственного секретаря.
За правительством Великобритании сохраняется общее право напрямую издавать для Питкэрна законы в форме актов парламента или указов в Совете.
Питкэрнцы ведут свои внутренние дела через Совет острова, положение о котором закреплено в Конституции и состав и функции которого определены в Ордонансе о местных органах власти (Питкэрнские законы, редакция 2017 года). Согласно этому ордонансу, Совет обязан обеспечивать в соответствии с предписаниями и указаниями губернатора соблюдение питкэрнских законов и уполномочивается издавать распоряжения в целях надлежащего управления Питкэрном, поддержания мира, порядка и общественной безопасности и улучшения социально-экономического положения островитян. Согласно этому ордонансу в редакции 2017 года, Совет состоит из семи голосующих членов (мэр, заместитель мэра и пять советников; все должности выборные) и трёх неголосующих членов ex officio (губернатор, заместитель губернатора и администратор).
В мае 2018 года губернатор Питкэрна Лаура Кларк нанесла свой первый визит на Питкэрн. В ходе состоявшейся 25 мая 2018 года встречи с Советом острова губернатор с удовлетворением отметила принимаемые Советом меры по таким важным вопросам, как обеспечение безопасности детей и проведение семинаров по будущему Питкэрна. В ходе специальной открытой встречи с населением, также состоявшейся 25 мая, губернатор отметила продуктивное взаимодействие между правительством Великобритании и Советом. Губернатор и жители острова обсудили ряд вопросов, касающихся будущего Питкэрна, в том числе вопрос о том, как помочь уроженцам Питкэрна вернуться в территорию и как привлечь новых жителей, вопрос о возможном строительстве аэропорта и вопросы, связанные с экономикой.